# Lothar Gall
Lothar Gall (Lötzen, 3 dicembre 1936 – Wiesbaden, 20 giugno 2024) è stato uno storico tedesco, noto come "uno dei principali storici del liberalismo tedesco". Fu professore di storia all'Università Goethe di Francoforte dal 1975 fino al suo pensionamento nel 2005. La sua biografia di Otto von Bismarck venne tradotta in più lingue.

## Biografia
Lothar Gall nacque a Lötzen il 3 dicembre 1936, figlio di Franz Gall, un tenente generale della Wehrmacht ucciso in Italia nel dicembre 1944. Nella sua città natale, Gall poté frequentare la scuola solo in modo irregolare a causa della guerra; nel 1944 fuggì con la famiglia a Monaco di Baviera passando per Bochum e Stoccarda. Nella Bassa Baviera, nella Foresta Bavarese, Lothar Gall terminò la quarta elementare e poi frequentò il collegio di Salem per nove anni.
Studiò storia a Monaco di Baviera e Magonza. La sua tesi di dottorato del 1960 esaminò il pensiero politico di Benjamin Constant, liberale francese, e la sua influenza nella Germania del Vormärz. Nel 1967 ottenne l'abilitazione all'Università di Colonia sotto la supervisione di Theodor Schieder. Il suo libro successivo fu uno studio regionale sul liberalismo nel Baden tra il 1848 e il 1871. Questo ispirò un influente articolo del 1975 sugli effetti della rivoluzione del 1848 sul liberalismo tedesco: Gall sostenne come la rivoluzione avesse trasformato il liberalismo da un movimento costituzionale impegnato in una società senza classi di borghesi a un'ideologia economicamente borghese impegnata nel capitalismo di libero mercato.
Nel 1968 divenne docente alla Justus-Liebig-Universität Gießen. Quattro anni dopo passò alla Freie Universität di Berlino. Fu anche professore ospite all'Università di Oxford dal 1972 al 1973. Insegnò all'Università di Francoforte a partire dal 1975 diventando professore emerito nel 2005. Si concentrò sulla storia del liberalismo in Europa. Fu anche un esperto nella ricerca di Bismarck. Il suo libro del 1980 Bismarck. Der weiße Revolutionär venne successivamente considerata la prima biografia moderna di Bismarck.
Dal 1975 al 2015 fu redattore dell'Historische Zeitschrift e membro di numerose associazioni storiche. Dal 1989 fu membro corrispondente dell'Accademia Bavarese delle Scienze e delle Scienze e delle Lettere e dal 1997 al 2012 diresse la Commissione Storica dell'Accademia Bavarese delle Scienze e delle Lettere. Fu anche membro corrispondente dell'Accademia delle Scienze e delle Scienze di Gottinga, presidente della Commissione storica di Francoforte, dal 1992 al 1996 presidente dell'Associazione degli storici tedeschi. Fu membro dell'Associazione per la Storia Costituzionale.
Lothar Gall morì a Wiesbaden il 20 giugno 2024, all'età di 87 anni.

## Vita privata
Si sposò con il mezzosoprano e insegnante di canto Claudia Eder.

## Opere
Le opere di Gall includono:
- Benjamin Constant; seine politische Ideenwelt und der deutsche Vormärz, 1963, ISSN 0537-7919).
- Bismarck. Der weiße Revolutionär., 1980, ISBN 3-549-07397-6. Tradotto da J. A. Underwood con il titolo Bismarck, il rivoluzionario bianco, 1986.
- Europa auf dem Weg in die Moderne, 1850-1890, 1984, ISBN 3-486-49771-5.
- Bürgertum in Deutschland, Siedler, Berlino 1989, ISBN 3-88680-259-0
- Bismarck. Ein Lebensbild. Lübbe, Bergisch Gladbach 1991, ISBN 3-7857-0599-9.
- Die Deutsche Bank. 1870–1995 (insieme a Gerald D. Feldman, Harold James, Carl-Ludwig Holtfrerich, Hans E. Büschgen), Beck, München 1995, ISBN 3-406-38945-7.
- 1848/49. Die Eisenbahn und die Revolution, (insieme a Ralf Roth),  Deutsche Bahn AG, Berlino 1999.
- Otto von Bismarck und Wilhelm II. Repräsentanten eines Epochenwechsels?, Friedrichsruh 1999, ISBN 3-933418-03-8.
- Bismarck. Lebensbilder. (insieme a Karl-Heinz Jürgens), Bergisch Gladbach 1990, ISBN 3-7857-0569-7.
- Krupp. Der Aufstieg eines Industrieimperiums, Siedler, Berlino 2000, ISBN 3-88680-583-2.
- Der Bankier Hermann Josef Abs. eine Biographie, Beck, Monaco di Baviera 2004, ISBN 3-406-52195-9.
- Otto von Bismarck – Bild und Image. Otto-von-Bismarck-Stiftung, Friedrichsruh 2006, ISBN 3-933418-30-5.
- Walther Rathenau. Portrait einer Epoche, Beck, Monaco di Baviera 2009, ISBN 978-3-406-57628-7.
- Wilhelm von Humboldt. Ein Preuße von Welt. Propyläen-Verlag, Berlino 2011, ISBN 978-3-549-07369-8.
- Franz Adickes. Oberbürgermeister und Universitätsgründer. Societäts-Verlag, Francoforte 2013, ISBN 978-3-95542-018-5.
- Hardenberg. Reformer und Staatsmann. Piper, München 2016, ISBN 978-3-492-05798-1.

## Premi
- Wolf-Erich-Kellner-Preis (1968)[10]
- Premio Leibniz della DFG (1988)[2]
- Premio Balzan della storia (1993)[2]
- Ordine al merito dell'Assia (2006)[2]